# Magdalena Śmiałkowska
Magdalena Śmiałkowska (ur. 17 grudnia 1997) – polska łuczniczka specjalizująca się w łuku klasycznym. 

## Życiorys
Absolwentka kierunku Architektura na Politechnice Łódzkiej. Wielokrotna Mistrzyni Polski w kategorii seniorek i juniorek oraz reprezentantka Polski na arenie międzynarodowej. Na swoim koncie ma m.in. brązowy medal w kategorii miksta (wraz z Kacprem Sierakowskim) z Mistrzostw Europy 2021 oraz złoty medal International Antalya Challange 2020. Najwyżej sklasyfikowana Polka w światowym rankingu.
Założycielka pracowni artystycznej „Śmiała Sztuka”, w której zajmuje się haftem, malarstwem i wyrobami z gliny. 